# 小行星3762
小行星3762（3762 Amaravella）是一颗绕太阳运转的小行星，为主小行星带小行星。该小行星于1976年8月26日发现。

## 轨道参数
小行星3762的轨道半长轴为2.2736942 UA，离心率为0.078。